# Кипсия
Кипсия — река в России, протекает по Горнозаводскому муниципальному округу Пермского края и Нижнетуринскому районам Свердловской области. Устье реки находится в 71 км по левому берегу реки Ис. Длина реки составляет 14 км.

## Данные водного реестра
По данным государственного водного реестра России, относится к Иртышскому бассейновому округу, водохозяйственный участок реки — Тура от истока до впадения реки Тагил, речной подбассейн реки — Тобол. Речной бассейн реки — Иртыш.
Код объекта в государственном водном реестре — 14010501212111200004503.